# Людвиг IV (великий герцог Гессенский)
Людвиг IV Гессенский, полное имя Фридрих Вильгельм Людвиг Карл (нем. Friedrich Wilhelm Ludwig Karl von Hessen und bei Rhein; 12 сентября 1837 — 13 марта 1892) — великий герцог Гессенский и Прирейнский в 1877—1892 годах.

## Биография
Людвиг — старший сын Карла Гессенского, брата Людвига III, герцога Гессенского, и Елизаветы Прусской.
В 1866 году Людвиг командовал гессенской бригадой, в 1870 году — дивизией, с которой принял участие в сражениях при Гравелотте и Орлеане.
В 1877 году после смерти дяди Людвига III принял титул великого герцога Гессенского и Прирейнского под именем Людвига IV.

## Воинские звания
- 18.10.1867 — генерал-майор
- 18.08.1871 — генерал-лейтенант
- 11.06.1879 — генерал пехоты
- 12.09.1891 — генерал-полковник со званием генерал-фельдмаршала (Generaloberst mit dem Rang eines Generalfeldmarschalls)

## Первый брак
В 1860 году королева Виктория стала подыскивать жениха для своей второй дочери — Алисы. Королева выражала надежду, что её дети смогут жениться по любви, но это не означало, что выбор пары для них будет расширен за пределы королевских домов Европы. Королева поручила своей старшей дочери Виктории, которая недавно стала женой прусского принца, подготовить список подходящих европейских принцев. Та смогла подобрать только двоих подходящих кандидатов, однако ни один из них не устроил Алису. После того, как были отвергнуты оба ведущих кандидата, принцесса Виктория предложила принца из младшей германской знати — Людвига, племянника великого герцога Гессенского. Принцесса Виктория отправилась к гессенскому двору, чтобы встретиться с сестрой Людвига Анной, которую прочили в жёны принцу Уэльскому. Принцесса Анна не понравилась Виктории, но её братья Людвиг и Генрих произвели на принцессу весьма благоприятное впечатление. Оба они были приглашены в Виндзорский замок в 1860 году, под предлогом посещения скачек с королевской семьёй; в действительности же королева Виктория желала познакомиться с потенциальным зятем. Королеве понравились оба принца, однако для Алисы она выбрала Людвига. Когда Гессены собрались в обратный путь, Людвиг попросил фото Алисы, и та ясно дала понять, что тоже заинтересована им.
С согласия королевы Виктории Алиса и Людвиг обручились 30 апреля 1861 года. Королева убедила премьер-министра Палмерстона назначить Алисе приданое в размере тридцати тысяч фунтов. Хотя эта сумма была достаточно крупной для того времени, принц Альберт отметил, что Алиса «не сможет делать великие дела» с таким приданым в маленьком Гессене, особенно если сравнить его с тем, какие богатства унаследует её сестра Виктория, став королевой Пруссии и императрицей Германии. По вине матери Алиса стала непопулярна в Дармштадте ещё до своего прибытия туда: поскольку резиденция молодожёнов в Дармштадте была ещё не определена, королева Виктория настаивала на возведении для дочери нового дворца, однако Дармштадт не желал брать на себя расходы по его строительству.
В период между обручением и свадьбой, которая должна была состояться в июле 1862 года, умер принц Альберт — отец невесты. Несмотря на то, что двор пребывал в трауре и все торжества были отменены, королева распорядилась продолжить подготовку к свадьбе. Скромная церемония состоялась 1 июля 1862 года в столовой Осборн-хауса, которая была преобразована во временную часовню. Позднее королева писала своей старшей дочери, что церемония была похожа «больше на похороны, чем на свадьбу», и заметила Альфреду Теннисону, что это был «самый грустный день, что я помню». Церемония, описанная Жераром Ноэлем как самая «печальная королевская свадьба в наше время», завершилась около четырёх часов вечера, и супруги отправились в медовый месяц в Сент-Клэр в Райде — дом, предоставленный им семьёй Вернон-Харкорт. Алису и Людвига сопровождали леди Черчилль, генерал Сеймур и гессенский придворный барон Вестервеллер.
Алиса и Людвиг прибыли в Бинген 12 июля 1862 года и были встречены криками восторженной толпы, собравшейся несмотря на проливной дождь. После встречи с представителями города молодожёны сели на поезд до Майнца, где после завтрака пересели на пароход до Густавсбурга, а затем — на поезд до Дармштадта, где были встречены с большим энтузиазмом. По прибытии в Дармштадт встал вопрос о том, где супруги будут жить: великий герцог не желал финансировать строительство резиденции, подобающей дочери королевы Виктории, из-за нехватки средств в Гессене. Паре выделили дом в «старом квартале» Дармштадта, который выходил на улицу, так что молодожёны могли легко услышать грохот телег через его тонкие стены. В 1863 году супруги отправились в Англию на свадьбу брата Алисы, принца Уэльского, и принцессы Александры Датской; здесь в присутствии матери в апреле она родила своего первого ребёнка — дочь Викторию.
После возвращения в Дармштадт в мае 1863 года Алисе и Людвигу была выделена новая резиденция в Кранихштайне к северо-востоку от Дармштадта. Здесь 1 ноября 1864 года родилась их вторая дочь — Елизавета, получившую в семье прозвище «Элла». В 1866 году Австрия предложила Пруссии передать управление Шлезвиг-Гольштейном, на тот момент принадлежавшего обеим державам, в руки герцогу Августенбургскому. Пруссия отказалась, и Отто фон Бисмарк ввёл войска в ту часть Гольштейна, что управлялась Австрией. Это вызвало войну между Австрией и Пруссией; Гессен занял сторону австрийцев, из-за чего Алиса и её сестра Виктория технически оказались по разные стороны баррикад. Людвиг же собирался отправиться командовать гессенской кавалерией против Пруссии, оставив беременную жену в Дармштадте.
Война для Гессена оказалась неудачной, и прусские войска вот-вот должны были вступить в Дармштадт. Во время войны Людвиг ещё больше сблизился с супругой, которая уговаривала его не слишком рисковать собой; он же уговаривал её не волноваться за него. Паника, наступившая в Дармштадте незадолго до заключения перемирия между Пруссией и Гессеном, оставила его фактически беззащитным — в городе оставалась только дворцовая стража. Когда наконец наступил мир, Людвиг писал жене, что теперь они «в безопасности». Воссоединение между супругами произошло неожиданно: когда принц вернулся в город, он встретил Алису на улице, когда она шла навестить раненых

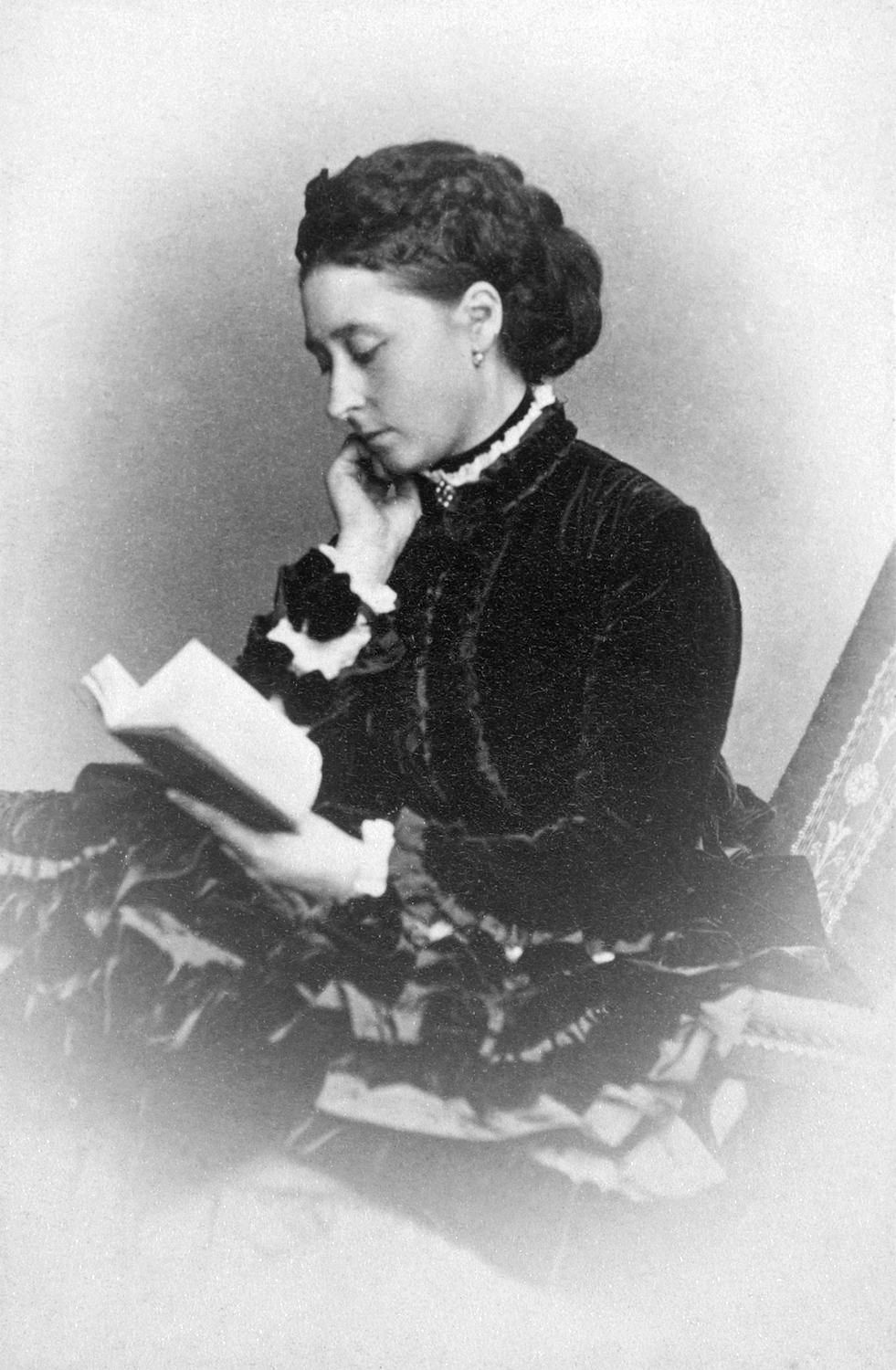
Супруга Людвига в 1871 году

В 1868 году Алиса родила долгожданного сына — Эрнста Людвига, прозванного в семье «Эрни»; ещё через два года родился Фридрих, которого ласково называли «Фритти». После Фридриха Алиса родила ещё двоих дочерей: Алису в 1872 и Марию в 1874 году, прозванных «Аликс» и «Мэй» соответственно. В 1873 году погиб, упав из окна, маленький Фритти. После его смерти Алиса привязалась к оставшемуся сыну Эрни и новорождённой Мэй. Вместе с тем, Людвиг стал всё больше отдаляться от жены. сама Алиса всё чаще проводила время за пределами Гессена и писала супругу о том, что разочарована их браком.
Несмотря на проблемы в браке, Алиса всегда оставалась ярой сторонницей мужа, что было очень важно, когда его таланты и способности не признавались. 20 марта 1877 года умер отец Людвига принц Карл, что сделало его предполагаемым наследником Гессенского герцогства. 13 июня того же года умер бездетный великий герцог Людвиг III и Людвиг с супругой занял гессенский трон. Новая герцогиня оставалась непопулярной в Дармштадте, поэтому июль и август 1877 года Алиса с детьми вынуждена была провести в нормандском Ульгате, где Людвиг часто навещал их. Герцогиня была расстроена тем, что её не любят в Дармштадте, и всё больше охладевала к этой стране; Людвиг писал в августе 1877 года, выражая надежду, что «горечь солёной воды отгонит горечь, которую вызывает Дармштадт. Пожалуйста, дорогая, не говори о нём так резко, когда я снова приеду — это омрачит мне радость от новой встречи с тобой». Алиса приняла упрёк Людвига близко к сердцу, ответив: «Я конечно же ничего не скажу тебе о Дармштадте, когда ты придёшь… У меня нет намерения сказать что-нибудь неприятное, тем более тебе. Ты отряхиваешь с себя всё неприятное, как пудель отряхивается от воды, окунувшись в море — натуры, подобные твоей, самые счастливые сами по себе, но они не предназначены помогать, утешать и советовать другим, делиться с другими теплом полудня жизни…» В ответ Алиса получила от супруга письмо, «заставившее её плакать»; после этого Алиса стала писать Людвигу более обнадеживающие письма, в которых она заверяла его, что он вправе сам принимать решения. Алиса и Людвиг вернулись в Дармштадт в качестве великого герцога и герцогини и были встречены торжествами, которых никак не ожидала Алиса. Тем не менее, свои новые обязанности она восприняла как слишком тяжёлые.
В ноябре 1878 года гессенский двор поразила эпидемия дифтерии. Первой заболела старшая дочь Людвига и Алисы — Виктория: вечером 5 ноября она пожаловалась на скованность мышц шеи; дифтерию диагностировали на следующее утро, и вскоре болезнь распространилась на остальных детей герцогской четы, за исключением Елизаветы, которую, как только стало ясно, что она здорова, Алиса отослала во дворец матери Людвига. Вскоре стало ясно, что и сам Людвиг тоже заразился. 15 ноября серьёзно заболела и умерла младшая дочь герцогской четы, Мэй. Людвиг всё ещё был очень слаб и находился в постели, когда Алиса сообщила ему о смерти дочери. Ещё один удар ждал герцога, когда 13 декабря Алиса почувствовала себя плохо и слегла в постель. Ночью стало понятно, что она умирает от дифтерии. Утром 14 декабря после 8:30 она умерла.

### Потомство

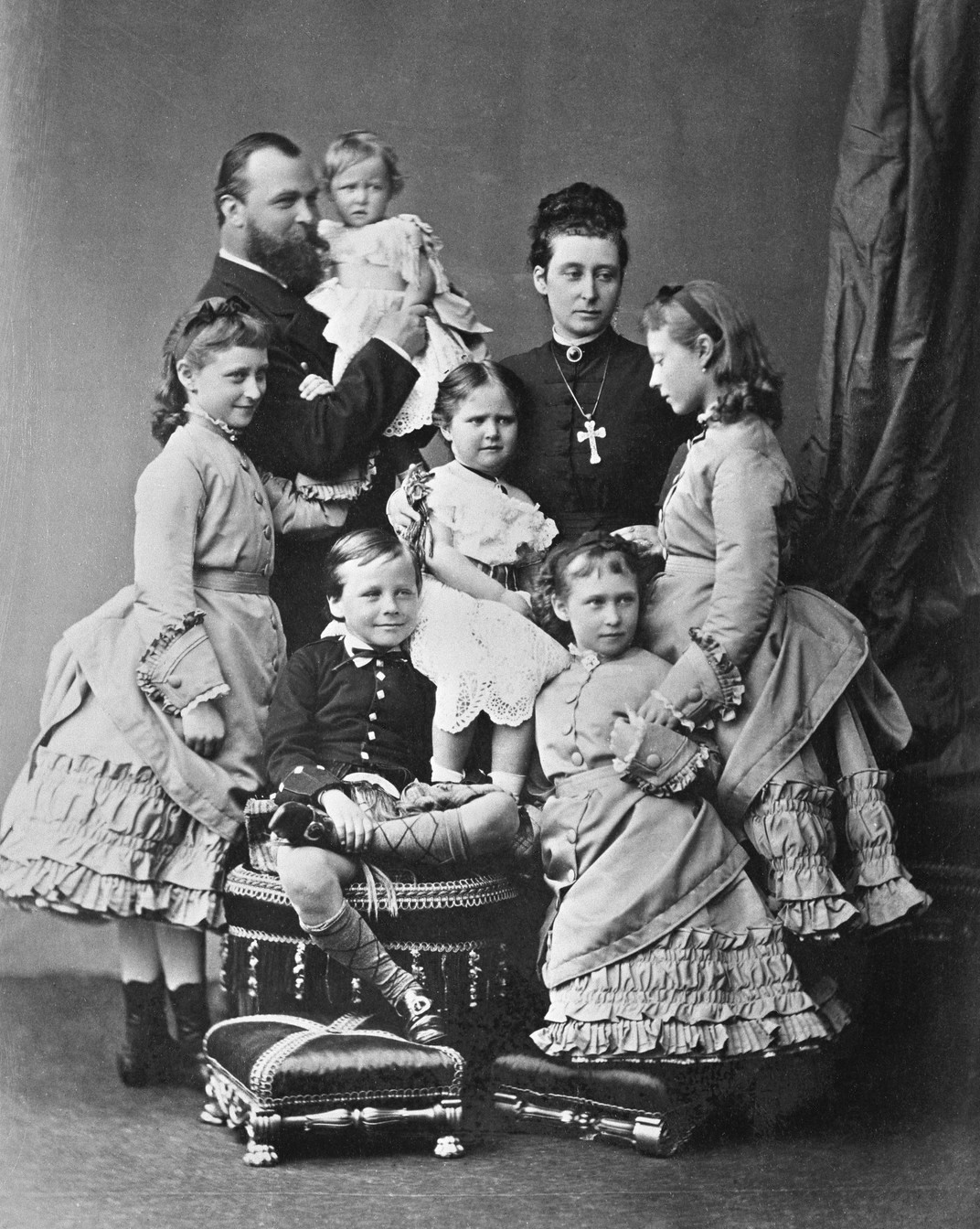
Алиса и Людвиг с детьми в 1876 году

В браке с Алисой у Людвига родилось семеро детей:
- Виктория Альберта Елизавета Матильда Мария (5 апреля 1863 — 24 сентября 1950) — была замужем за Людвигом Александром Баттенбергом, маркизом Милфорд-Хейвен, от которого родила двоих сыновей и двоих дочерей. Вторая дочь Виктории, Луиза, была замужем за шведским королём Густавом VI Адольфом[31].
- Елизавета Александра Луиза Алиса (1 ноября 1864 — 18 июля 1918) — была замужем за великим князем Сергеем Александровичем, пятым сыном императора Александра II и его первой жены Марии Гессенской и Прирейнской. Детей не имела[32]. Убита 18 июля 1918 года, на следующую ночь после убийства младшей сестры.
- Ирена Луиза Мария Анна (11 июля 1866 — 11 ноября 1953) — была замужем за своим кузеном Генрихом Прусским, младшим из выживших сыновей императора Фридриха III и Виктории Великобританской. В браке с Генрихом Ирена родила троих сыновей[33].
- Эрнст Людвиг Карл Альберт Вильгельм (25 ноября 1868 — 9 октября 1937) — великий герцог Гессенский. Был дважды женат: первым браком на своей кузине Виктории Мелите, второй дочери Альфреда Саксен-Кобург-Готского и великой княжны Марии Александровны; вторым браком на Элеоноре Сольмс-Гогенсольмс-Лихской. От первого брака у Эрнста Людвига были дочь Елизавета, умершая от тифа в возрасте восьми лет[34], и мертворождённый сын; от второго брака — двое сыновей Георг Донатус и Людвиг.
- Фридрих Вильгельм Август Виктор Леопольд Людвиг (7 октября 1870 — 29 мая 1873) — страдал гемофилией и умер от внутреннего кровотечения после падения из окна в возрасте двух с половиной лет[35].
- Алиса Виктория Елена Луиза Беатриса (6 июня 1872 — 17 июля 1918) — была замужем за императором Всероссийским Николаем II, от которого родила четверых дочерей и сына[36]. Убита вместе с семьёй 17 июля 1918 года.
- Мария Виктория Феодора Леопольдина (24 мая 1874 — 16 ноября 1878) — умерла от дифтерии в возрасте четырёх лет[37].

Потомки Людвига и Алисы играют значительную роль в мировой истории. Помимо принца Фридриха, носительницами гена гемофилии совершенно точно были две дочери принцессы — Ирена и Алиса (в православии — Александра Фёдоровна): младший сын Ирены, принц Генрих, умер в возрасте четырёх лет из-за кровоизлияния в мозг, вызванного падением со стола, а её старший сын, принц Вальдемар, умер в возрасте пятидесяти шести лет в последние дни Второй мировой войны из-за отсутствия крови для переливания; единственный сын Александры Фёдоровны цесаревич Алексей также страдал гемофилией. Александра Фёдоровна была расстреляна большевиками вместе с мужем и детьми в Екатеринбурге в июле 1918 года через восемнадцать месяцев после Февральской революции и отречения Николая от престола. Александра и её семья были канонизированы в 1981 году Русской православной церковью заграницей, а в августе 2000 года — Русской православной церковью. Вторая дочь Людвига и Алисы, Елизавета (в православии — Елизавета Фёдоровна), после убийства мужа в 1905 году посвятила себя Господу и основала в 1909 году Марфо-Мариинскую обитель в Москве; Елизавета была сброшена в 1918 году живой вместе с келейницей Варварой и с великими князьями в заброшенную шахту под Алапаевском большевиками, на следующий день после расстрела царской семьи. Была прославлена в лике святых Русской православной церкви в 1992 году. Сын старшей дочери Людвига и Алисы, Луис Маунтбеттен, был последним вице-королём Индии и был убит ИРА в 1979 году. Племянник Луиса и правнук Людвига и Алисы, Филипп, женат на королеве Великобритании и Северной Ирландии Елизавете II.

## Второй брак
В 1879 году старший брат Алисы, принц Уэльский, предложил в жёны Людвигу младшую из своих сестёр — принцессу Беатрису. Принц считал, что Беатриса сможет стать прекрасной заменой матери для младших детей Людвига, часто навещавших королеву Викторию, и одновременно будет заботиться о матери; кроме того, он отмечал, что так королева Виктория сможет наблюдать за тем, как растут её гессенские внуки. Однако на тот момент такой брак был запрещён законом, и принц Уэльский даже пытался протолкнуть через парламент акт, который разрешал бы брак мужчины с сестрой покойной жены. Несмотря на народную поддержку акта и тот факт, что он был поддержан палатой общин, акт был отклонён палатой лордов из-за оппозиции со стороны духовников.
В 1884 году Людвиг сочетался морганатическим браком с графиней Александриной фон Гуттен-Чапской (1854—1941), внучкой польского писателя Генриха Ржевуского, которая получила титул графини фон Ромрод. Брак, вызвавший большое беспокойство в семье, был аннулирован в течение года.
Великий герцог Людвиг IV умер 13 марта 1892 года, ему наследовал его старший сын Эрнст Людвиг.

## Комментарии
1. ↑  Неизвестно, были ли носительницами гена умершая в детстве Мэй и бездетная Елизавета.